# Купченко В'ячеслав Павлович
В'ячеслав Павлович Купченко (нар. 1948) — радянський футболіст, що грав на позиції захисника і нападника. Відомий за виступами у складі клубу «Заравшан» з Навої, у складі якого зіграв близько 100 матчів у класі «Б», першій групі класу «А» та другій лізі СРСР, брав участь у переможному для ташкентського «Пахтакора» сезону 1972 року в першій лізі СРСР.

## Біографія
В'ячеслав Купченко розпочав виступи в командах майстрів у складі команди класу «Б» «Заравшан» з Навої. У 1968 році узбецька команда грала вже в першій групі класу «А». У складі «Заравшана» Купченко грав до кінця сезону 1969 року, після якого система футбольних ліг СРСР зазнала серйозних змін, і команда з Навої мала виступати у нижчій лізі.
На початку 1970 року В'ячеслав Купченко став гравцем команди другої групи класу «А» «Спартак» з Івано-Франківська, в якій грав один сезон, у якому провів 30 матчів. На початку 1971 року Купченко повернувся до «Заравшана», який розпочав виступи в новоствореній другій лізі. У середині 1972 року футболіст переходить до складу ташкентського «Пахтакора», який цього року вибув із вищої ліги, та стає в його складі переможцем першої ліги, хоча й золотий жетон переможця першої ліги не отримав, оскільки провів лише 9 матчів за сезон. У 1973—1974 роках В'ячеслав Купченко грав у аматорських клубах міста Навої, після чого завершив виступи на футбольних полях.

## Досягнення
- Брав участь у «золотому» сезоні «Пахтакора» у першій лізі чемпіонату СРСР (1972), однак провів лише 9 матчів, чого замало для отримання медалей.